# Maximinus Thrax
Maximinus Thrax eller Maximinus I (Gaius Julius Verus Maximinus), född cirka 173 i Thrakien, död 238 i Aquileia, Italien, var romersk kejsare från 235 till 238. Han var gift med Caecilia Paulina, med vilken han hade sonen Gaius Julius Verus Maximus.

## Vägen till makten
Maximinus Thrax räknas som den förste soldatkejsaren. Han kom från en enkel bakgrund som dräng i Thrakien (därav tillnamnet Thrax). Vid ett besök i hans hembygd av kejsaren Marcus Aurelius ska den storvuxne drängen Maximinus ha imponerat på kejsaren genom att besegra sex starka legionärer i följd under en brottartävlning[källa behövs]. Därefter fick han tjänst i Aurelius livvakt, praetoriangardet, och därefter stigit i graderna.
Under Heliogabalus tjänstgjorde han inte praetoriangardet, då han sägs ha haft avsmak för denna kejsare[källa behövs]. Han återinträdde dock i tjänst under Alexander Severus och nådde då positionen som praetorianprefekt, gardets chefspost[källa behövs]. Under ett fälttåg i Germanien deltog han i ett soldatuppror som han själv antagligen hade anstiftat. Han ska ha hållit ett eldigt tal, där han talade förklenande om den sittande kejsaren, och anförde att Rom lät sig styras av en ynkrygg, vars mor i själva verket var den verkliga härskaren (Severus var tvärtom en av rikets mer dugliga kejsare). Då den något veke Severus mördats utropade han sig till kejsare år 235.

## Maximinus Thrax som kejsare
Maximinus Thrax legitimitet som kejsare var svag. Kunde en bonddräng från rikets barbariska utkanter bli kejsare, kunde vem som helst bli det. Maximinus var en av de kejsare som blev en katastrof för riket. Han försökte dölja sin låga börd genom att avrätta alla som kunde tänkas känna till denna. Hejdlösa förföljelser av hans tidigare vänner och deras vänner inleddes. Hans stora kroppshydda kombinerat med hans korta stubin och mycket heta temperament gjorde att det inte var någon angenäm uppgift att komma med dåliga nyheter till honom. Han fick ofta häftiga raseriutbrott och slängde saker omkring sig. För att behålla sin nyvunna makt krävdes också rikliga utbetalningar till praetoriangardet för att detta skulle stödja honom. Därför förde Maximinus i princip krig mot sin egen befolkning i romarriket där våldsamt höga skatter och konfiskationer förekom; såväl de romerska templen som de kristna kyrkorna tömdes på rikedomar, ofta med våld då landsbygdsbefolkningen vägrade att frivilligt släppa ifrån sig sina dyrbara religiösa föremål. Han hade spioner och agenter överallt i Rom för att få information om vilka som sade vad om honom. 

### Upproret i Nordafrika
År 238 e.Kr. slumpade det sig så att ett uppror mot honom inleddes i Nordafrika. Själv befann han sig alltjämt i härlägren kring Germanien. Två ädlingar som dömts till döden av den sittande prokonsuln i Nordafrika samlade ihop sina tjänare och beväpnade dem med trädgårdsredskap och andra tillhyggen, varmed prokonsuln mördades. Därefter var de mer eller mindre tvungna att starta ett fullskaligt uppror, något som många egentligen önskade men få vågade. Man upphöjde den gamle och motvillige adelsmannen Gordianus med purpurmanteln, tecknet på kejsarvärdighet. Senatens medlemmar var av rädsla för Maximinus mycket tveksamma, men övertalades att stödja Gordianus och hans son för att ge legitimitet till det hela. Men gordianerna störtades av en annan nordafrikansk prokonsuls ingripande och plötsligt stod senaten ensam mot Maximinus vrede.

### Belägringen av Aquileia
Vid Aquileia i norra Italien hade Maximinus påbörjat en belägring av staden och samlat sina trupper för att efter stadens fall ta sig söderut mot Rom och straffa alla som kunde tänkas ha något med upproret att göra. Till att leda senatens armé mot Maximinus utsågs Pupienus och Balbinus, vilka var senatens kejsarkandidater. Deras armé var inte stark och hade antagligen inte klarat en konfrontation med Maximinus styrkor. Men under det att belägringen av Aquileia tog lång tid, började Maximinus egna trupper få för sig att det motstånd som ställts emot dem var övermäktigt och samtidigt som Aquileia hade fyllda förråd började Maximinus legioners förråd sina. De fick slutligen nog och i mer eller mindre desperation höggs Maximinus och hans son ihjäl i sömnen. Deras huvuden sattes på pikar, vilka de jublande soldaterna visade upp för Aquileias försvarare som tecken på att man givit upp. Staden öppnade sina portar och matförråd åt trupperna. Senaten hade segrat, men de efterföljande åren kom inte att bli stabila. Maximinus hade inlett en era av soldatkejsare som stödde sin kejsarvärdighet inte på börd eller folkets röster, utan på sina arméer, och för dessas stöd krävdes mycket pengar som måste komma från folket. Förfallet hade börjat redan med Commodus, men nu tog det verklig fart.